# Neomys
Neomys é um gênero mamífero da família Soricidae.

## Espécies
- Neomys anomalus Cabrera, 1907
- Neomys fodiens (Pennant, 1771)
- Neomys teres Miller, 1908